# Calva
Calva (Calua), pleme i provincija u peruanskim Andama iz vremena španjolskih osvajanja Perua. Ovaj naziv spominje 1554. u svojim kronikama (Crónicas del Perú), španjolski konkvistador i kroničar Perua Pedro Cieza de León (svezak I, pogl. 57).